# 喬恩·赫斯特德
喬恩·艾倫·赫斯特德（英語：Jon Allen Husted；1967年8月25日—）是美國共和黨籍政治人物，也是俄亥俄州聯邦參議員。2019年至2025年間他擔任俄亥俄州副州長。2025年1月17日，俄亥俄州州長迈克·德瓦恩宣布任命赫斯特德接任J·D·万斯就任美國副總統後留下的參議員職缺。

## 早年生活与教育
赫斯特德於1967年出生在底特律地區，隨即被送去領養。他曾表示，他的生父不想要他，而他的生母也無法照顧他。 他被吉姆·赫斯特德（Jim Husted）和吉姆·赫斯特德（Judy Husted）收養，并在俄亥俄州蒙特佩利尔西北部的社區長大。他是三个孩子中最年长的。他的父親是一名機器操作員。 赫斯特德引用他小時候被領養的經驗，作為他堅決反對墮胎的基礎。
赫斯特德於1985年畢業於蒙特佩利尔中學。 之後，他在代顿大学取得學士和碩士學位，並在戴頓大學飛人隊足球隊效力。 在他大四那年，球隊贏得了1989年在阿拉巴馬州菲尼克斯城舉行的NCAA丙级全國冠軍賽。

## 早年事业
在戴顿大學完成碩士學位時，赫斯特德獲得了托雷多大学足球教練團隊的工作機會，但他選擇了在當地的政治競選中工作。 之後，他留在戴頓地區，為蒙哥馬利郡郡長唐·卢卡斯（Don Lucas）工作。之後，他成為戴頓地區商會 (Dayton-Area Chamber of Commerce) 負責商業與經濟發展的副總裁，並一直擔任此職位，直到2000年尋求公職成為州眾議員。
赫斯特德於2000年參加州議員五人競選，以超過12%的得票率擊敗最接近的對手。 他後來擔任俄亥俄州眾議院議長和州參議員。

## 俄亥俄州州务卿生涯
2010年，赫斯特德以近50萬張選票擊敗民主黨挑戰者玛丽莲·奥肖纳西（Maryellen O'Shaughnessy），首次當選俄亥俄州州務卿。在此職位上，赫斯特德擔任了這一搖擺州的首席選舉官員。該辦公室也是俄亥俄州新企業的申請地點。
他在2014年以超過70萬票的優勢擊敗民主黨挑戰者、时任州參議員妮娜·特纳 (Nina Turner)，成功連任。

### 財務管理
作為一個財政保守派，赫斯特德在他的第一個任期內將他的辦公室預算削減了1,450萬美元，並將他的員工編制縮減了三分之一。在他擔任兩屆州務卿的前六年都有盈餘之後，他破天荒地要求在餘下任期內削減納稅人100%的辦公室經費，而選擇花光辦公室的節省所得。

### 投票问题
作為俄亥俄州的最高選舉官員，赫斯特德和他最近的前任一樣，處於許多投票權爭議的中心，包括有關提前投票的天數和時間以及填寫缺席選票和臨時選票規則的爭議。
投票權團體指控赫斯特德採取壓制選民的策略；赫斯特德曾表示，他的目標是讓選民「既容易投票，又難以作弊」。
上任後不久，赫斯特德即設定全州統一的投票日與投票時間，取代先前允許各縣選舉委員會自行設定提早投票日與投票時間的制度。當時的俄亥俄州民主黨（Ohio Democratic Party）主席，克里斯·雷德芬（Chris Redfern）表示，赫斯特德一直在尋找一種方法來削減投票日和投票時數。克利夫兰老实人报（Cleveland Plain Dealer）引述赫斯特德在新聞發佈會上的話說：「底線是對立派把選民沒有受到公平對待、沒有受到同等對待這一事實視為一個問題。今天，我們對各地的選民一視同仁"。
民主黨人抱怨說，赫斯特德的統一投票時間會因排長隊和減少投票機會而剝奪城市選民的權利，而共和黨人則表示，該指令規定了充足的提前投票時間。
俄亥俄州的多家媒體都報導了赫斯特德的指示。艾克隆燈塔日報（Akron Beacon Journal）写道，「乔恩·赫斯特德為提前投票時間劃定了公平的範圍」。克利夫兰老实人报（Cleveland Plain Dealer）寫道，「赫斯特德所下的命令可能不會讓任何人完全滿意，但至少它對每個人都一視同仁」，而哥伦布新闻报道（Columbus Dispatch）則表示，「俄亥俄州州務卿乔恩·赫斯特德通過統一全州的提前投票時間實現了公平的妥協」。
皮尤慈善信託基金會（Pew Charitable Trust）的「選舉績效指數」顯示，在赫斯特德任期間（2011-2019 年），俄亥俄州的平均等候時間與其他州相比有所波動。2012年，該州在50個州加特區中排名第29位，2014年上升到第13位，2016年下降到第21位，2018年又上升到第17位。 自他任期結束後，該州的排名持續波動，俄亥俄州在2020年排名第34位，在2022年排名第24位。
2016年3月7日，俄亥俄州公民自由聯盟（ACLU of Ohio）反對州務卿的《正式選舉手冊》（Official Election Manual）對「選舉」(electing)和「提名」（nominating）總統候選人的區別，致函赫斯特德的辦公室，指出俄亥俄州法律允許17歲的選民在2016年3月15日的總統初選中投票，只要他們在11月大選時年滿18歲。俄亥俄州公民自由聯盟注意到，有些選區將17歲的選民拒之門外，而有些選區則允許他們投票，因此要求赫斯特德發出指令，明確規定這些選民的投票資格。3月9日，民主黨總統候選人伯尼·桑德斯的律師對赫斯特德的辦公室提起訴訟。3月11日，俄亥俄州的一位法官裁定，17歲的人如果在大選時年滿18歲，就可以在初選中投票。

### 商業服務
所有俄亥俄州的企業都必須在州務卿辦公室進行商業登記，而商業服務部門是赫斯特德於2011年上任後進行大量改革的重點。2013年，他推出了俄亥俄州商業中心計劃，讓企業可以在線上向州政府提交必要的文件。
俄亥俄州製造商協會 (Ohio Manufacturers' Association)、俄亥俄州商會 (Ohio Chamber of Commerce) 和哥倫布市商會 (Columbus Chamber of Commerce) 都支持這項變更，他們表示：「透過利用科技來改善州務卿辦公室提供的服務，俄亥俄州現在已經能夠透過減少繁文縟節，為企業和創造就業鋪上紅地毯。
赫斯特德還將在俄亥俄州開設新公司的費用降低了21%，並與Google 的「Get Your Business Online」計畫合作，將新公司申請人引導至該網路巨頭提供的免費創業資源。

### 反對學校課外活動的付費活動
在擔任州務卿期間，赫斯特德積極提倡取消俄亥俄州學校課外活動（如體育和樂團）的付費參加費。 赫斯特德當時表示，他自己在高中和大學擔任學生運動員的經驗，有助於形成他的觀點：課外經驗能培養良好的品格技能和強烈的工作道德，我們應該希望在年輕時就灌輸給所有學生。 赫斯特德在托萊多刀鋒報（Toledo Blade）的一篇專欄文章中寫道：「在生活中擁有這些品質，才能成為好學生、好僱員、好配偶、好父母，以及更好的人。如果我們相信品格發展與學術發展同樣重要，那麼我們就應該停止收取那些成為成功障礙的費用"。
在接受哥伦布新闻报道（Columbus Dispatch）雜誌訪問時，他說自己很喜歡運動，但直到高二時還是個 「糟糕的學生」。「赫斯特德說：「最後，當我知道成績對於大學體育比賽有多重要時，我才恍然大悟，並學會專注於這件事。 赫斯特德支持州參議員克里夫·海特（Cliff Hite）的立法努力，該立法旨在限制學區收取參與費的能力，但該立法未能通過委員會審議。

### 支援家庭暴力倖存者
2016年9月，赫斯特德推出了一項名為 「Safe at Home」的計劃。該計劃的既定目標是讓家庭暴力和人口販賣的受害者能夠通過州務卿辦公室申請一個保密地址，他們在與政府機構互動時可以使用該地址，以避免實際家庭住址成為公共記錄的可能性。
赫斯特德表示，有些合資格選民因擔心自身安全而選擇不登記。赫斯特德在一份關於該計劃的聲明中表示：「在美國，有些人被迫在個人自由和個人安全之間做出選擇，這是不可接受的。」
在俄亥俄州，選民名冊是公開記錄，因此如果沒有「Safe at Home」計劃，保護個人資訊的唯一方法就是根本不登記投票。在俄亥俄州推出類似計劃時，其他38個州也有類似計劃。

## 俄亥俄州副州長生涯
在眾多共和黨人希望成為約翰·卡西奇之後的下一任俄亥俄州州長的情況下，赫斯特德是來自俄亥俄州西南部的一位重要挑戰者。在初選的中途，赫斯特德宣佈退出州長競選，與候選人邁克·德瓦恩組成聯票競選。
2021年1月，參議員罗布·波特曼宣佈他將不尋求連任，赫斯特德的名字被提出作為可能的替代人選。48小時後，赫斯特德發表聲明，表示他不會尋求更高職位，但會致力於他作為副州長所做的工作。
2024年月，赫斯特德提名參議員J·D·萬斯在2024年共和黨全國大會上成為共和黨提名的美國副總統候選人 。

## 美國參議院生涯
2025年1月17日，州長邁克·德瓦恩宣佈任命赫斯特德接任J·D·萬斯辭去美國副總統職務後騰出的美國參議員席位。赫斯特德原本拒絕了這一可能的任命，並打算在2026年競選州長。

## 外部連結
- Senator Jon Husted at Ohio Senate
- Husted for Ohio - Campaign website （页面存档备份，存于）
- Representative Jon A. Husted (OH) 的存檔，存档日期2011-10-02. at Project Vote Smart
- C-SPAN內的頁面（英文）
- Follow the Money - Jon Husted
  - 2006 2004 2002 HD-37 2002 HD-412000 campaign contributions